# Tanquecitos South Acres (Teksas)
Tanquecitos South Acres je naseljeno mjesto za statističke potrebe u američkoj saveznoj državi Teksas. Prema popisu stanovništva iz 2010. u njemu je živjelo 233 stanovnika.